# Gottlob Georg Barth

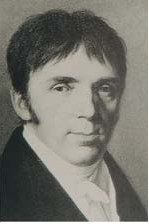
Gottlob Georg Barth

Gottlob Georg Barth, ab 1834 von Barth, (* 21. Juni 1777 in Stuttgart; † 2. Januar 1848 ebenda) war ein deutscher Architekt und württembergischer Hofbaumeister.

## Leben
Gottlob Georg Barth war der Sohn von Johann Jakob Barth, Maurer und Steinhauer am württembergischen Herzogshof, und fand 1786 Aufnahme in der Hohen Karlsschule. In den Jahren 1799 bis 1800 besuchte Barth die Berliner Bauakademie und arbeitete danach 1801 bis 1802 in einem Atelier in Paris. Im Jahre 1803 kam er in Rom in Kontakt mit Bertel Thorvaldsen. Ein Jahr nach seiner Rückkehr nach Stuttgart trat Barth 1806 als Hofbaukontrolleur in den Staatsdienst ein und beteiligte sich am Ausbau des Neuen Schlosses in Stuttgart. Weitere Stationen seiner Karriere waren 1811 die Ernennung zum Hofbaumeister und 1818 zum Oberbaurat im Königlich Württembergischen Departement der Finanzen. In dieser Funktion errichtete er 1821 bis 1827 das Königliche Staatsarchiv und das Königliche Naturalienkabinett.
Als seine wichtigsten Bauwerke können der spätklassizistische Altbau der Staatsgalerie in Stuttgart (Entstehungszeit von 1838 bis 1842) und die Neue Aula der Eberhard-Karls-Universität in Tübingen angesehen werden. Außerdem entwarf er die Wandelhalle der Kuranlagen von Bad Boll (1823–1825) und die größtenteils erst nach seinem Tode verwirklichten Pläne für die Erweiterung des Schlosses Schwaigern. Gemeinsam mit Ludwig Abel plante er außerdem die Kirche St. Alban in Kirchhausen.
1834 wurde Gottlob Georg Barth mit dem Ritterkreuz des Ordens der Württembergischen Krone ausgezeichnet. Damit verbunden war die Erhebung in den persönlichen Adelsstand.
Sein Sohn Albert Barth (1814–1885) ist ebenfalls als Architekt bedeutender Bauwerke in Erscheinung getreten.